# Theo Thole
Theo Thole (* 1. April 1950 in Drenthe; † 4. Juli 1996 in Groningen in den Niederlanden) war ein niederländischer Wissenschaftler, Forscher und Hochschullehrer für physikalische Chemie.

## Werdegang
Thole studierte Chemie an der Universität Groningen in den Niederlanden. Ebendort promovierte er zum Thema Reaktionsfeld von Hamiltonoperatoren. Weitere Forschungsschwerpunkte von Thole waren die Quantenmechanik, Core-Level-Spektroskopie, magnetische Röntgendichroismen und Synchrotronstrahlung. Im Rahmen seiner Forschungsarbeit entwickelte er auch eine Software, um global Klimaveränderungen zu antizipieren. Er legte mit seinen Publikationen und seiner Forschungsarbeit Grundlagen für quantitativ-chemische Berechnungen. Er war außerdem an der Universität Amsterdam sowie an der multinationalen Großforschungseinrichtung European Synchrotron Radiation Facility (ESRF) in Grenoble (Frankreich) als Wissenschaftler, Forscher und Hochschullehrer tätig.